# Мосс-Лендінг (Каліфорнія)
Мосс-Лендінг (англ. Moss Landing) — переписна місцевість (CDP) в США, в окрузі Монтерей штату Каліфорнія. Населення — 237 осіб (2020).

## Географія
Мосс-Лендінг розташований за координатами 36°48′18″ пн. ш. 121°47′12″ зх. д. / 36.80500° пн. ш. 121.78667° зх. д. (36.805055, -121.786555).  За даними Бюро перепису населення США в 2010 році переписна місцевість мала площу 1,56 км², з яких 1,03 км² — суходіл та 0,53 км² — водойми.

## Демографія
Згідно з переписом 2010 року, у переписній місцевості мешкали 204 особи в 100 домогосподарствах у складі 51 родини. Густота населення становила 131 особа/км².  Було 108 помешкань (69/км²).
Расовий склад населення:
| - 73,0 % — білих - 3,4 % — чорних або афроамериканців - 1,0 % — азіатів - 0,5 % — вихідців з тихоокеанських островів - 0,5 % — корінних американців - 14,7 % — осіб інших рас |

До двох чи більше рас належало 6,9 %. Частка іспаномовних становила 22,5 % від усіх жителів.
За віковим діапазоном населення розподілялося таким чином: 15,7 % — особи молодші 18 років, 71,6 % — особи у віці 18—64 років, 12,7 % — особи у віці 65 років та старші. Медіана віку мешканця становила 46,5 року. На 100 осіб жіночої статі у переписній місцевості припадало 108,2 чоловіків;  на 100 жінок у віці від 18 років та старших — 115,0 чоловіків також старших 18 років.
За межею бідності перебувало 19,0 % осіб, у тому числі 100,0 % дітей у віці до 18 років та 0,0 % осіб у віці 65 років та старших.
Цивільне працевлаштоване населення становило 62 особи. Основні галузі зайнятості: мистецтво, розваги та відпочинок — 51,6 %, фінанси, страхування та нерухомість — 24,2 %, публічна адміністрація — 12,9 %, науковці, спеціалісти, менеджери — 6,5 %.